# Joachim Schuster
Joachim Schuster, né le 28 octobre 1962 à Rastatt en Bade-Wurtemberg, est un homme politique allemand, membre du Parti social-démocrate (SPD). Il est député européen de 2014 à 2024.